# (296819) Artesian
(296819) Artesian est un astéroïde de la ceinture principale.

## Description
(296819) Artesian est un astéroïde de la ceinture principale. Il fut découvert le 17 novembre 2009 à Zelenchukskaya Station par Timur V. Kryachko. Il présente une orbite caractérisée par un demi-grand axe de 2,57 UA, une excentricité de 0,14 et une inclinaison de 8,8° par rapport à l'écliptique.

## Compléments